# Marktpsychologie
Die Marktpsychologie ist ein Teilgebiet der Wirtschaftspsychologie, das sich mit dem Erleben und Verhalten der Marktteilnehmer auf einem Markt und vor allem mit der Beschreibung, Erklärung und Prognose des Konsumverhaltens befasst.

## Definition
Die Marktpsychologie ist als angewandte Wissenschaft „die Analyse, die über die reine Verhaltensschilderung hinaus zur Erklärung von Ursachen und zur Aufdeckung von nur teilweise bewussten Wünschen, Vorstellungen und Bedürfnissen führt.“ Hierbei geriert der Kunde oftmals die ambivalent entzerrte Struktur des Produkts, woraus eine rezeptive Käufer-Kauf-Wechselwirkung resultiert. Hierauf fußt auch das Verständnis von der Akzeptanz des Kaufmodells.
Marktteilnehmer sind im Sinne der Marktpsychologie nicht nur die unmittelbaren Marktteilnehmer der Anbieter und Nachfrager, sondern auch die mittelbaren wie Politik (Wirtschaftspolitik durch Markteingriffe oder Preisgrenzen, moralische Appelle), Institutionen (Marktforschung, Verbraucherschutz, Werbeagenturen) oder Behörden (Aufsichtsbehörden, Kartellbehörden, Marktregulierung), welche die Rahmenbedingungen des Marktgeschehens definieren.
Als untersuchte Märkte kommen Güter- und Finanzmärkte sowie deren Teilmärkte (Banken-, Immobilien-, Investitionsgüter-, bzw. Devisen-, Geld-, Kapital-, Kredit- oder Versicherungsmarkt) in Betracht.

## Forschungsgegenstand
Kern der Marktpsychologie sind die gegensätzlichen Interessen zwischen Anbietern und Nachfragern einerseits im Hinblick auf den Marktpreis, der möglichst hoch (nach Vorstellung des Anbieters) bzw. möglichst niedrig (nach Vorstellung des Nachfragers) sein soll (Preisbildung) und andererseits dem Ziel, ein Handelsobjekt möglichst zu verkaufen bzw. es möglichst zu erwerben. Dabei treffen die gegensätzlichen Ziele der Marktteilnehmer (Gewinnmaximierung der Anbieter und Nutzenmaximierung der Nachfrager) aufeinander.
Die Marktpsychologie erforscht, warum beispielsweise ein Verbraucher ein bestimmtes Produkt oder eine bestimmte Dienstleistung kauft oder nicht (Präferenzen können auch durch Werbung entstehen). Analysiert werden Kaufmotive und Bedürfnisse, wobei auch Angebotslücken nachgewiesen werden können, welche die Entwicklung neuer Produkte nahelegen (Marktnischen). Ferner werden Meinungen, Vorstellungen und Stereotypen ausgewertet, die sich vor allem auf Imagestrategien auswirken können. Auch bestimmte Verbrauchertypen bzw. Zielgruppen-Marktsegmente werden herausgearbeitet. Untersucht werden Kaufmotive, Kaufreue, Kaufrisiko, Kaufzwang, Konsumverweigerung, Ladentreue, Markentreue, Produkttreue sowie Regallücken und deren Auswirkungen auf Konsumenten.
Hier zeigt sich schon eine enge Verbindung der psychologischen Marktforschung mit der Motivforschung. Denn die Marktpsychologie versucht besonders tiefer liegende, nicht offen artikulierte Motiv- und Bedürfnisstrukturen aufzudecken, die sich auf das Verhalten des Konsumenten auswirken. Bei Günter Wiswede ist die Marktpsychologie dementsprechend auch ein Teil der Wirtschaftspsychologie.
Wichtige Verhaltensweisen der Nachfrager sind deren Kaufentscheidungen, denen beim Gleichgewichtspreis die Verkaufsentscheidungen der Anbieter korrespondierend gegenüberstehen. Auf einem vollkommenen Markt werden diese Entscheidungen aufgrund vollständiger Informationen (Informationsgrad: 100 %) über alle Marktdaten (insbesondere Marktpreis, Produkt- und Dienstleistungsqualität) getroffen.
Umfassend erforscht sind die verhaltensmäßigen Reaktionen der Konsumenten auf die absatzpolitischen Instrumente der Anbieter (Produkt, Preis, Vertriebsweg, Werbung), während Fragen der Psychologie des Anbieters (etwa Reaktionen der Hersteller auf eine Marktsättigung) oder der indirekten Marktteilnehmer (Informationsverarbeitung beim Gesetzgeber, Motivation der Verbraucherschützer) bislang relativ wenig untersucht wurden.

## Geschichte
Erste Ansätze einer Marktpsychologie sind bereits 1926 bei Kurt Lewin zu finden. In einem Aufsatz aus dem Jahr 1943 betonte er den hohen Praxisbezug der Marktpsychologie: „Viele Psychologen beschäftigen sich heute mit angewandter Psychologie und sind sich für den Bedarf einer engen Zusammenarbeit mit der Theorie bewusst“. Bernt Spiegel gründete 1949 in Mannheim das Institut für Werbepsychologische Untersuchungsmethoden, das erste psychologisch orientierte Marktforschungsinstitut in Deutschland. Er veröffentlichte 1952 eine heute noch brauchbare Definition für die Marktpsychologie: „Nicht die objektive Beschaffenheit eines Produkts ist die Realität in der Marktpsychologie, sondern einzig die Verbrauchervorstellung und das Verbrauchererlebnis“. Erich Schneider stellte 1958 fest, dass „für den Ablauf des Wirtschaftsprozesses in der Zeit allein die Verhaltensweise der handelnden Wirtschaftssubjekte relevant“ ist.
Die Marktpsychologie griff 1961 die Marktnische durch Bernt Spiegel auf. Er hat sich umfassend mit der Marktnische auseinandergesetzt und dabei den ökologischen Nischenbegriff auf das Marktnischenmodell übertragen. Aus dem damaligen Institut für Werbepsychologische Untersuchungsmethoden gingen unter anderem das Spiegel-Institut Mannheim oder das IFM MANNHEIM (heute IFM Mannheim Institut für Marktpsychologie Gert Gutjahr GmbH) hervor, die noch heute im Großraum Mannheim ihren Geschäftssitz haben.
Die US-Fachliteratur untersuchte 1966 mit Arbeiten von Francesco M Nicosia den Entscheidungsprozess des Konsumenten oder begründete 1969 die Theorie des Konsumentenverhaltens. In Deutschland erschienen 1972 Arbeiten von Reinhold Bergler oder 1979 durch Lutz von Rosenstiel.

## Marktverhalten
Das Marktverhalten ist eine von Ragnar Frisch 1933 und Erich Schneider 1943 entwickelte Theorie, die im Gegensatz zur Marktformenlehre steht und behavioristisch von den Erwartungen ausgeht, welche die Anbieter über die Reaktionen der Nachfrager und der Konkurrenten auf Maßnahmen der eigenen Preispolitik oder Absatzmengen hegen. Im Monopol wird von Preisfixierung ausgegangen, wobei die verkaufte Menge allein vom Nachfrageverhalten abhängt. Der Polypolist muss davon ausgehen, dass der Preis vom Nachfrageverhalten und dem Preis der anderen Anbieter abhängt. Das Marktverhalten der Anbieter wird letztlich bestimmt durch ihre Marktmacht und Marktanteile. Allgemein bieten sich für Anbieter Marktstrategien der Mengenanpassung und der Preisfixierung an.
Das Marktverhalten der Konsumenten (Konsumentenverhalten) ist ein individuelles Verhalten im sozialen Kontext, wobei James Duesenberry 1949 davon ausging, dass sich Konsumgewohnheiten durch einen Lernprozess bilden. Konsumverhalten ist erfolgreich, wenn es subjektiv zu einer angemessen erlebten Bedürfnisbefriedigung führt.

## Methoden der Marktpsychologie
Eine wichtige Unterscheidung der Methoden der Marktpsychologie ist die Gegenüberstellung der „Befragung“ und der „Beobachtung“.

### Befragung
Bei der Befragung versucht man, Aussagen von Personen über bestimmte Sachverhalte zu erhalten, vor allem über nicht beobachtbare Sachverhalte. Die Person gibt dabei Auskunft über unterschiedliche Inhalte, zum Beispiel:
- Einstellungen und Meinungen,
- Wissen und Erfahrungen,
- konkrete Verhaltensweisen,
- Motive für bestimmte Verhaltensweisen,
- Wünsche,
- Ängste,
- Planungen.

Während konkrete Verhaltensweisen relativ einfach zu erfassen sind, können die anderen Angaben durch nicht erwünschte, hohe Subjektivität des Befragten oder durch Rationalisierung (Vorschieben durchaus zutreffender Argumente bei Verschweigen des oder der eigentlichen Motivation(en)) verzerrt sein.

### Beobachtung
Vor allem in Bereichen, in denen die Befragung an ihre Grenzen stößt, ist die Beobachtung in der Marktpsychologie die Methode der Wahl. Bei der Beobachtung werden Sachverhalte erfasst, die sowohl mit menschlichen Sinnen als auch mit technischen Sensoren wahrzunehmen sind, und zwar zu dem Zeitpunkt, an dem sie passieren. Hierbei besteht der Vorteil, dass Dinge erfasst werden können, die der Person selbst nicht bewusst sind. Hierzu zählen habitualisierte Handlungsmuster oder Handlungen, wie zum Beispiel das verinnerlichte Autofahren, bei dem beispielsweise nicht mehr aktiv über Ein- und Auskuppeln nachgedacht wird. Die Beobachtung kann sowohl mit dem Wissen der Person durchgeführt werden als auch ohne.
Bei allen Vorgehensweisen werden sowohl quantitative als auch qualitative Daten erhoben und entsprechend der Fragestellung aufbereitet. Die Primärdaten der Marktforschung stammen in Deutschland zu über 90 % aus quantitativen und zu knapp 10 % aus qualitativen Untersuchungen; es ist mithin ein deutlicher Fokus auf quantitative Daten hin zu sehen. Allerdings sollten qualitative Daten in ihrer Bedeutung und Nützlichkeit für die Praxis nicht unterschätzt werden.
Das von vielen bewussten und unbewussten Einflüssen geprägte Verhalten und Erleben eines Menschen als Konsument ist am besten durch die Durchführung von Fokusgruppen, qualitativen Usability-Studien oder tiefenpsychologischen Interviews möglich. Solche Methoden helfen bei der Entwicklung kreativer und neuer Ideen, da Einstellungen und Erwartungen von Personen erfasst werden können, mit denen man das (psychologisch) komplexe Verhalten der Menschen besser verstehen kann.

## Die Marktpsychologie innerhalb der Betriebswirtschaftslehre
Die heutige Betriebswirtschaftslehre greift bei einigen Fragestellungen durchaus auf Theorien und Methoden der Marktpsychologie zurück. Da psychologische Strategien und Taktiken besonders an der Nahtstelle von gewerblicher Wirtschaft und privatem Konsum, also im Einzelhandel, eine Rolle spielen, befasst sich besonders die Handelspsychologie als Zweiglehre der Handelsbetriebslehre mit dem Verhalten und Erleben der Anbieter und Nachfrager im Handel und mit ihren Beweggründen. Auch versteht sich erfolgreiches Marketing als ein Zusammenspiel des „Marketing-Mix“ (englisch Product, Price, Place und Promotion), für das Erkenntnisse der Marktpsychologie hilfreich sein können.
Beispiele
- „Price“: Ergründung der Zahlungsbereitschaft von Kunden, zum Beispiel durch die Methode von Peter van Westendorp

→ Hinweise zur Gestaltung des Preises im Rahmen der Preissensivität.
- „Promotion“: Werbewirkungstests

→ Erkenntnisse über die Wirkung von Werbemaßnahmen auf den Kunden können die Gestaltung der Werbemaßnahmen beeinflussen.
- „Place“: Point-of-Sale (POS)-Studien

→ Beobachten von Kunden beim Kauf am Regal bringt Erkenntnisse über die beste Position eines Produkts im Regal.

## Besondere Untersuchungsgebiete
Zur Marktpsychologie im weiten Sinne zählen auch die Verkaufspsychologie, Handelspsychologie, Konsumpsychologie, Werbepsychologie und Marktforschung.
Auch die Verhaltensökonomik und deren Teilgebiet Verhaltensorientierte Finanzmarkttheorie untersuchen das menschliche Verhalten auf Märkten. Die Abweichungen vom rationalen Verhalten des Homo oeconomicus bilden die Grundlage für die Erklärung des Marktverhaltens durch die Verhaltensökonomik. Sie beruht unter anderem auf der Erkenntnis, dass die Hypothese vollständig informationseffizienter Preisbildung auf Märkten nicht das Auftreten von Marktanomalien erklären kann.
Vor allem sind Finanzmärkte von Anomalien betroffen. Hierzu gehören das Herdenverhalten (im Finanzwesen insbesondere der Bank Run), Konsumverweigerung, Marktstörungen, Marktversagen, Noise oder die Spekulationsblase.

## Einzelwirtschaftliche Sicht
Dem auf der Mikroebene angesiedelten Konsumverhalten wurde die größte Aufmerksamkeit zuteil. Die Marktforschung versucht, Strategien zu entwickeln, um dieses Konsumverhalten zu beeinflussen. Begriffe wie Kaufanreiz oder Kaufreue, Markentreue oder Produkttreue sind hier auf der Seite des Verbrauchers angesiedelt.

## Gesamtwirtschaftliche Sicht
Auf der Makroebene dominiert das Konsumklima als die Neigung der Verbraucher, einen Teil ihres Einkommens für den Konsum auszugeben oder nicht, dem die Absatzpolitik nebst Marketing der Anbieter gegenüber steht. Die psychologische Wirkung staatlicher Preisgrenzen (Mindest-, Höchst- und administrierter Preise), marktinterner Vorgänge wie Marktversagen sowie externer Einflüsse wie Contagion-Effekt, Dominoeffekt oder Schocks bedürfen noch eingehender Untersuchungen.